# Samoa aux Jeux paralympiques d'été de 2012

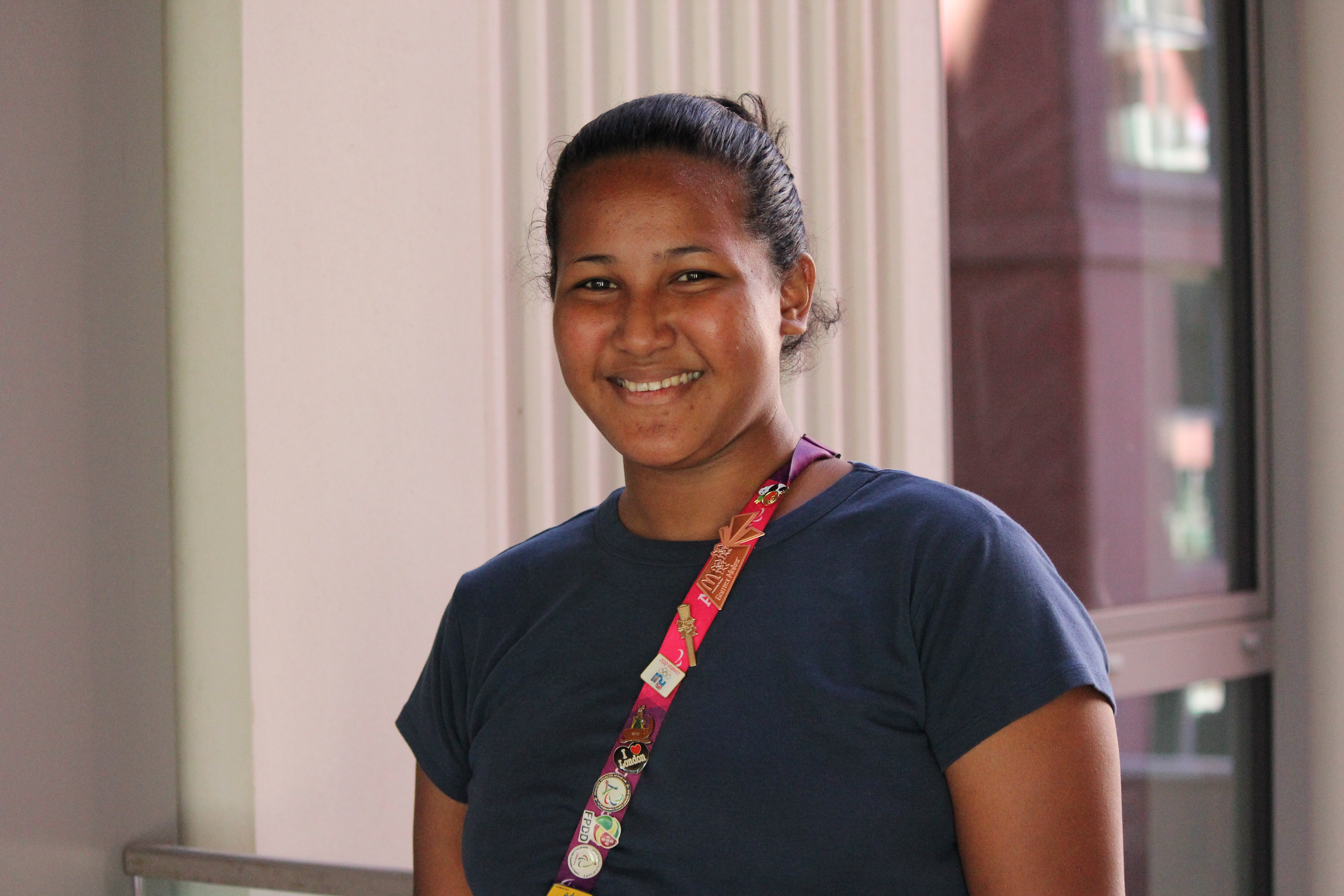
Leitu Viliamu, qui prend part à l'épreuve de lancer de poids

Les Samoa participent aux Jeux paralympiques d'été de 2012 à Londres. Il s'agit de leur quatrième participation à des Jeux paralympiques depuis les Jeux de Sydney en 2000. Les Samoa sont représentées par deux athlètes, l'un en course à pied et l'autre en lancer de poids. Le sprinteur Milo Toleafoa est le porte-drapeau de la délégation samoane lors de la cérémonie d'ouverture des Jeux.
Le pays ne remporte pas de médaille à ces Jeux.

## Athlétisme
Milo Toleafoa prend part à l'épreuve du 400 mètres hommes, catégorie T38 (catégorie de handicap la moins lourde pour athlètes atteints d'infirmité motrice cérébrale). Il est lui-même catégorisé T37, avec un handicap plus lourd que les athlètes catégorisés T38, mais participe à cette course en l'absence d'une épreuve de 400 m pour T37. Il termine quatrième (sur cinq) dans sa série, en 1 min 09 s 97, plus de quatorze secondes derrière les trois premiers, mais plus de quatre secondes devant l'Est-timorais Filomeno Soares. Il ne se qualifie pas pour la finale.
| Athlète       | Épreuve   | Séries        | Séries | Finale       | Finale       |
| Athlète       | Épreuve   | Résultat      | Rang   | Resultat     | Rang         |
| ------------- | --------- | ------------- | ------ | ------------ | ------------ |
| Milo Toleafoa | 400 m T38 | 1 min 09 s 97 | 4      | Pas qualifié | Pas qualifié |

Leitu Viliamu prend part à l'épreuve du lancer de poids femmes, catégorie F42-44 (athlètes amputés jambe, avec une prothèse). Elle est elle-même catégorisée 42, ayant un handicap plus lourd que certaines de ses adversaires, ce qui est pris en compte lors du calcul des points. Elle termine sixième et dernière, avec un lancer de 5,32 mètres et 257 points.
| Athlète       | Épreuve                | Finale         | Finale |
| Athlète       | Épreuve                | Résultat       | Rang   |
| ------------- | ---------------------- | -------------- | ------ |
| Leitu Viliamu | Lancer de poids F42-44 | 5,32 m 257 pts | 6      |